# Юдин, Павел Капитонович
Па́вел Капито́нович Ю́дин (20 июля 1922, Яранский уезд, Вятская губерния — 21 сентября 2000 или 20 сентября 2000, Чебоксары) — советский офицер, Герой Советского Союза, участник Великой Отечественной войны в должности командира отделения роты связи 196-го гвардейского стрелкового полка 67-й гвардейской стрелковой дивизии 6-й гвардейской армии 1-го Прибалтийского фронта.

## Биография
Родился 20 июля 1922 года в деревне Пакутино в семье крестьянина. Русский. Окончил 7 классов. Работал в колхозе в сельпо.
В 1941 году был призван в Красную армию. На фронте с мая 1942 года. Воевал под Сталинградом, на Курской дуге, освобождал Белоруссию. К лету 1944 года гвардии сержант Юдин — командир отделения роты связи 196-го гвардейского стрелкового полка 67-й гвардейской стрелковой дивизии. Член ВКП(б) с 1944 года.
22 июня 1944 года гвардии сержант Юдин успешно обеспечивал связью передовые батальоны в бою у деревни Сиротино (Бешенковичский район Витебской области). Причём линию он пробросил накануне, ещё на нейтральной полосе, и с самого начала атаки дал связь. В ходе боя устранил на линии около 50 повреждений. 24 июня при форсировании реки Западная Двина в районе деревни Узречье (Глубокский район Витебской области) проложил телефонный кабель через реку, установил связь с десантом. Дважды под ожесточённым огнём противника преодолевал реку вплавь.
Указом Президиума Верховного Совета СССР от 22 июля 1944 года за образцовое выполнение боевых заданий командования и проявленные мужество и героизм в боях с немецко-фашистскими захватчиками гвардии сержанту Юдину Павлу Капитоновичу присвоено звание Героя Советского Союза с вручение ордена Ленина и медали «Золотая Звезда» (№ 3841).
Войну закончил в Восточной Пруссии. В 1946 окончил курсы усовершенствования офицеров связи в Киеве. В том же году в звании младшего лейтенанта уволен в запас.
С 1955 года жил в городе Чебоксары. Работал в строительных организациях, на хлопчатобумажном комбинате (ХБК). С ноября 1964 года и до выхода на пенсию работал слесарем-электриком на агрегатном заводе имени XXIV съезда КПСС. Скончался 21 сентября 2000 года.

## Награды
- Медаль «Золотая Звезда» Героя Советского Союза;
- орден Ленина;
- орден Отечественной войны I степени (1985);
- орден Отечественной войны II степени;
- орден Славы III степени;
- медали, в том числе:
  - Медаль «За отвагу» (СССР)
  - Медаль «За боевые заслуги» (Юдин Павел Константинович)
  - Медаль «За оборону Сталинграда»
- Занесён в Почётную Книгу Трудовой Славы и Героизма Чувашской АССР (1978)

## Память
- Похоронен на кладбище № 2 города Чебоксары, деревня Большие Карачуры

## Комментарии
1. ↑  Деревня Пакутино, относившаяся к Санчурской волости Яранского уезда, в последующем входила в состав Яранцевского, затем — Козьминовского сельсовета Санчурского района Кировской области; упразднена 9.11.1981[2].